# Hartyun Balabanian
Balabanian Harry (Bagdad, 1934. augusztus 15. –) iraki örmény származású magyar operatőr.
Apja fotóművész volt, testvérbátyja is fotós és filmes lett.
Magyarországon tanult a Színház- és Filmművészeti Főiskola operatőr szakán. 1965-ben diplomázott. A Jereváni Dokumentumfilm Stúdióban készítette első rövidfilmjeit (1967-69). A  MAFILM Propaganda Filmstúdiójában dolgozott 1994-es nyugdíjazásáig. Főként  népszerű-tudományos-, oktató-, dokumentum- és reklámfilmeket fényképezett. Az 1986-os örményországi földrengésről készült fotóit Jerevánban és Budapesten is kiállították.
A rendszerváltás után magyarországi örmény szervezetekben vállalt feladatokat.